# Hang nélkül 2.
A Hang nélkül 2. (eredeti cím: A Quiet Place: Part II) 2020-ban bemutatott amerikai horrorfilm, a 2018-as Hang nélkül című film folytatása. Forgatókönyvírója és rendezője szintén John Krasinski, az első filmből visszatérő főszereplők pedig Emily Blunt, Millicent Simmonds és Noah Jupe. Cillian Murphy és Djimon Hounsou újonnan csatlakoztak a filmhez.
A folytatásról 2018 áprilisában, az első film bevételi sikerei után kezdtek el tárgyalni. 2018 augusztusáig Krasinski megírta a film forgatókönyvét és 2019 februárjában felkérték a rendezésre. A film forgatása 2019 júniusától szeptemberig tartott New York nyugati részén.
New York-i premierje 2020. március 8-án volt, majd az Amerikai Egyesült Államokban 2020. március 20-án mutatta volna be a Paramount Pictures. A Covid19-pandémia miatt a bemutatót 2021. május 28-ra tették át. Magyarországon a UIP-Dunafilm mutatta be 2021. június 17-én, szinkronizálva. Általánosságban pozitív véleményeket kapott a kritikusoktól, akik dicsérték a történetet és Murphy karakterét.

## Rövid történet
Az otthoni események után az Abbott családnak most a külvilág borzalmaival kell szembenéznie. Kénytelenek az ismeretlenbe merészkedni, ahol rájönnek, hogy a zajra vadászó lények nem az egyetlen fenyegetés, amely az ösvényen túl leselkedik rájuk.

## Cselekmény
Több mint egy évvel az első film eseményei előtt az Abbott család részt vesz az idősebbik fiú, Marcus baseballmeccsén. A meccs közepén a nézők megdöbbenve néznek az ég felé, amikor egy lángoló tárgy száguld a Föld irányába. Ahogy az emberek elhagyják a parkot és megpróbálnak elhajtani járművükkel, a várost ellenséges, páncélozott bőrű, rendkívüli gyorsaságú és erejű idegen lények támadják meg. A vak teremtmények hiperérzékeny hallásukkal képesek áldozataik felderítésére és megtámadására.
A jelenben az idegenek megölték a Föld lakosságának nagy részét, köztük Lee Abbottot is, aki az előző filmben feláldozta magát, hogy megmentse túlélő családját - feleségét, Evelynt, siketnéma tinédzser lányát, Regant, kamasz fiát, Marcust és újszülött kisfiát. Regan felfedezte, hogy a nagyfrekvenciás hangvisszajelzés ártalmatlanná teheti a lényeket, és kitalált egy rögtönzött módszert. A cochleáris implantátummal ellátott hallókészülékéből származó zajt mikrofonon és hangszórón keresztül továbbíthatja, így Evelyn halálos lövéseket adhat le a lényekre, amikor azok sebezhetővé válnak.
Mivel elszigetelt otthonuk elpusztult, a család más túlélők után kutat. Magukkal viszik Regan felszerelését, hogy elhárítsák a lényeket. Egy elkerített területre lépve, ahol Evelyn üvegekkel felszerelt csapdába botlik, Marcus jobb lába megsérül egy medvecsapda által. Az ezt követő sikoltásai odavonzzák a lényt. A hallókészülék és egy puska segítségével Regan és Evelyn megöli azt, kiszabadítja Marcust, majd egy elhagyatott acélöntödébe menekülnek, amikor egy újabb lény érkezik. Belebotlanak Emmettbe, Lee visszahúzódó barátjába, aki vonakodva viszi őket az öntöde alatti bunkerbe.
Marcus és Regan felfedezik egy rádióállomás jelét, amely folyamatosan a "Beyond the Sea" című dalt játssza. Regan megállapítja, hogy ez egy nyom, amely a túlélőket a közeli szigetekre vezeti. Elmélete szerint, ha el tudja érni az ott található rádiótornyot, a hallókészülék magas frekvenciájú zaját továbbíthatja a többi túlélőnek, akik fegyverként használhatják a jelet a lények ellen. Miután elmondja Marcusnak a tervét, titokban egyedül indul el, hogy megtalálja a szigetet. Amikor felfedezi, hogy Regan eltűnt, Evelyn könyörög Emmettnek, hogy hozza vissza. Emmett megtalálja Regant, és azt akarja, hogy térjenek vissza az öntödébe. Regan a kötelességtudatára hatva meggyőzi Emmettet, hogy segítsen neki teljesíteni a küldetését.
Eközben Evelyn az öntödében hagyja Marcust és a babát, hogy összegyűjtse a szükséges orvosi felszereléseket és eszközöket. Távolléte alatt Marcus körülnéz az öntödében, és rátalál Emmett feleségének holttestére. Megijedve felborít néhány tárgyat, ami riaszt egy közeli lényt. Marcus éppen csak visszajut a bunkerbe, de véletlenül bezárja magát és a csecsemőt.
Egy kikötőben Emmett és Regan hajót keresnek. Amikor az ott élő megvadult emberek lesből támadnak rájuk, Emmett szándékosan zajt csap, melynek során két lényt is odavonz, akik lemészárolják az összes lakót. Amikor az egyik lény megfullad a vízben, Emmett rájön, hogy a teremtmények nem tudnak úszni. Regan biztosít egy kis csónakot, és ketten elérik a szigetet, ahol a túlélők egy kis kolóniája viszonylag normális életet él. A kolónia vezetője elárulja, hogy amikor a kormány felfedezte, hogy a lények nem tudnak úszni, a Nemzeti Gárda a lehető legtöbb embert a szigetekre költöztette.
Evelyn visszatér a gyárba. Eltereli a lény figyelmét, és kiszabadítja a gyerekeket a légmentesen lezárt bunkerből. Ők hárman továbbra is a bunkerben rejtőznek, miközben a lény az öntödében járkál.
A kikötőben egy hajóra szállt lény a szigetre sodródik, és azonnal támadni kezdi a telepeseket. A kolónia vezetőjével együtt Emmett és Regan beszállnak egy autóba, és a lényt a rádióállomáshoz terelik. A lény megöli a kolónia vezetőjét, miközben Emmett és Regan az állomásra menekül.
A lény megtámadja és meg akarja ölni Emmettet. Regan a szoba hangszóróin keresztül továbbítja a magas frekvenciát, ami cselekvésképtelenné teszi a lényt. A lány felnyársalja a szabadon hagyott fejét egy fémrúddal, megöli a lényt és megmenti Emmettet. Ezzel egy időben az öntödében a lény felfedezi a bunkert és megtámadja Evelynt. Mielőtt megölhetné, Marcus felveszi Regan adását, és lejátssza azt a hordozható rádióján keresztül, ezzel ártalmatlanná téve az idegent. Marcus Evelyn revolverével agyonlövi.
Regan a hallókészülékét a rádióállomás mikrofonjához csatlakoztatva hagyja, így bárki, aki fogadja a frekvenciát, fegyverként használhatja azt.

## Szereplők
| Szereplő         | Színész             | Magyar hang            |
| ---------------- | ------------------- | ---------------------- |
| Evelyn Abbott    | Emily Blunt         | Németh Borbála         |
| Regan Abbott     | Millicent Simmonds  | Mayer Szonja           |
| Marcus Abbott    | Noah Jupe           | Mayer Marcell          |
| Emmett           | Cillian Murphy      | Welker Gábor           |
| Férfi a szigeten | Djimon Hounsou      | Kőrösi András          |
| Lee Abbott       | John Krasinski      | Horváth-Töreki Gergely |
| Rendőr           | Okieriete Onaodowan | Rohonyi Barnabás       |
| Umpire           | Blake DeLong        | Bordás János           |

## A film készítése
A Paramount Pictures 17 millió dolláros költségvetéssel készítette az első filmet, a Hang nélkült. A Paramount 2018 áprilisában adta ki az Amerikai Egyesült Államokban és Kanadában, valamint a nyitó hétvégén 50,2 millió dollárt tudott gyűjteni, ami jóval meghaladta a 20 millió dolláros költségvetését. Később áprilisban, a Paramount elnöke és vezérigazgatója, Jim Gianopulos bejelentette, hogy a folytatás korai fejlesztés alatt van. (Az első film végül 188 millió dollárt termelt az Egyesült Államokban és Kanadában, végül 340,9 millió dollárt gyűjtött össze világszerte.) John Krasinski, aki az első film társszerzője, rendezője és főszereplője volt, azt állította, hogy ez egy "egyszer nézős" film, de a megtervezett folytatást megkezdte a nagyobb kitalált univerzum mérlegelésre és a lehetőségek feltárására. Augusztusra Krasinski megírta a film forgatókönyvét, ám rendezőt még nem találtak. Krasinski szerint a Paramount több írót és rendezőt elutasított el, akik túlságosan ráorientálódtak a franchise-re, ezért a stúdió felkérte John-t, hogy írjon egy forgatókönyvet, az ő saját "apró elképzelése alapján, amely megfelel a világnak és izgalmas lehet". Polly Morgan operatőr leírta a folytatást: "Ez inkább a felnövekvő gyermekekről szól, a világ felfedezéséről és maguk megóvásának megtanulásáról."
2019 februárjára végül Krasinskit felvették a folytatás elkészítésére, és Emily Blunt, Millicent Simmonds és Noah Jupe színészek megerősítették visszatérő szerepüket. Márciusban Cillian Murphy csatlakozott a castinghoz. Az elkövetkezendő hónapban, júniusban Brian Tyree Henry csatlakozott a stábhoz, de némi ütemezési probléma miatt kénytelen volt elhagyni a filmet. Augusztusban Djimon Hounsou váltotta fel őt.
2019 júniusában megkezdődött a film folytatása. A forgatás hivatalosan 2019. július 15-én vette kezdetét. A forgatás egész New York nyugati részén zajlott. A helyszínek között szerepelt Erie megye és egy kisebb falu, Akron. További helyszínek között szerepelt Észak-Tonawanda városa és Niagara megyében található Olcott falu, valamint a Barcelona kikötő Westfeld városban, Chautauqua megyében. A forgatásra a New York-i Buffalo hangszóróján is sor került. Az egyik utolsó forgatási hely, az északi partvidéki South Grand Island híd, amelyet 13 óra hosszára lezárták. A produkció több mint 10 millió dollárt fektetett a New York-i upstate-be, 400 bérleti díjat hozott létre, és 300 háttér-szereplőt vett be. Szeptember végére a film forgatása befejeződött.

## Jövőbeli tervek
2020 novemberében a Paramount Pictures felkérte Jeff Nichols-t, hogy írjon és rendezzen egy spin-offot John Krasinski eredeti ötlete alapján, aki a producer is lesz. 2023. március 31-én tervezik bemutatni a filmet.

## Fordítás
- Ez a szócikk részben vagy egészben  az   A Quiet Place Part II című angol Wikipédia-szócikk fordításán alapul.  Az eredeti cikk szerkesztőit annak laptörténete sorolja fel. Ez a jelzés csupán a megfogalmazás eredetét és a szerzői jogokat jelzi, nem szolgál a cikkben szereplő információk forrásmegjelöléseként.